# 第104独立領土防衛旅団 (ウクライナ領土防衛隊)
第104独立領土防衛旅団（だい104どくりつりょうどぼうえいりょだん、ウクライナ語: 104-та окрема бригада територіальної оборони）は、ウクライナ領土防衛隊の旅団。西部作戦管区隷下。

## 概要

### ドンバス戦争
2018年6月27日、ドンバス戦争の影響に伴い、ウクライナ領土防衛隊の動員が開始され、リウネ州で創設された。

### ロシアのウクライナ侵攻

第104独立領土防衛旅団旗

2022年2月24日、ロシアのウクライナ侵攻でベラルーシと国境を接する西部リウネ州に配備され、ベラルーシとの国境を防御した。

#### 東部・バフムート戦線
2023年4月、激戦地の東部ドネツィク州バフムート地区に再配置され、バフムート南を防御し、ロシア軍陣地とはロシア兵の会話が聞こえる50～70メートルの距離で、5分前に会話した団員が次の瞬間には死んでるような過酷な戦線を維持した。
2023年10月、無人機中隊セラフィムが新編された。

#### 東部・スヴァトヴェ-クレミンナ戦線
2024年2月、東部ルハーンシク州スヴァトヴェ地区に再配置され、友軍の救援でクプヤンシク方面に展開した。

#### 東部・アウディーイウカ戦線
2024年4月、第59独立領土防衛大隊が激戦地の東部ドネツィク州ポクロウシク地区に再配置され、第47独立機械化旅団の救援でアウディーイウカ北のオチェレティネ方面に展開した。第59大隊がオチェレティネ市内、右翼を第115独立機械化旅団隷下の第1機械化大隊、第2機械化大隊、左翼を第425独立強襲大隊スカラが防御していたが、第47旅団と第115旅団のローテーション時の連係ミスで陣地がもぬけの殻となった隙にロシア軍が郊外まで進出し、独自の戦車部隊、砲兵部隊未編成のオチェレティネ守備隊の戦力不足もあり、5月に陥落した。

## ギャラリー

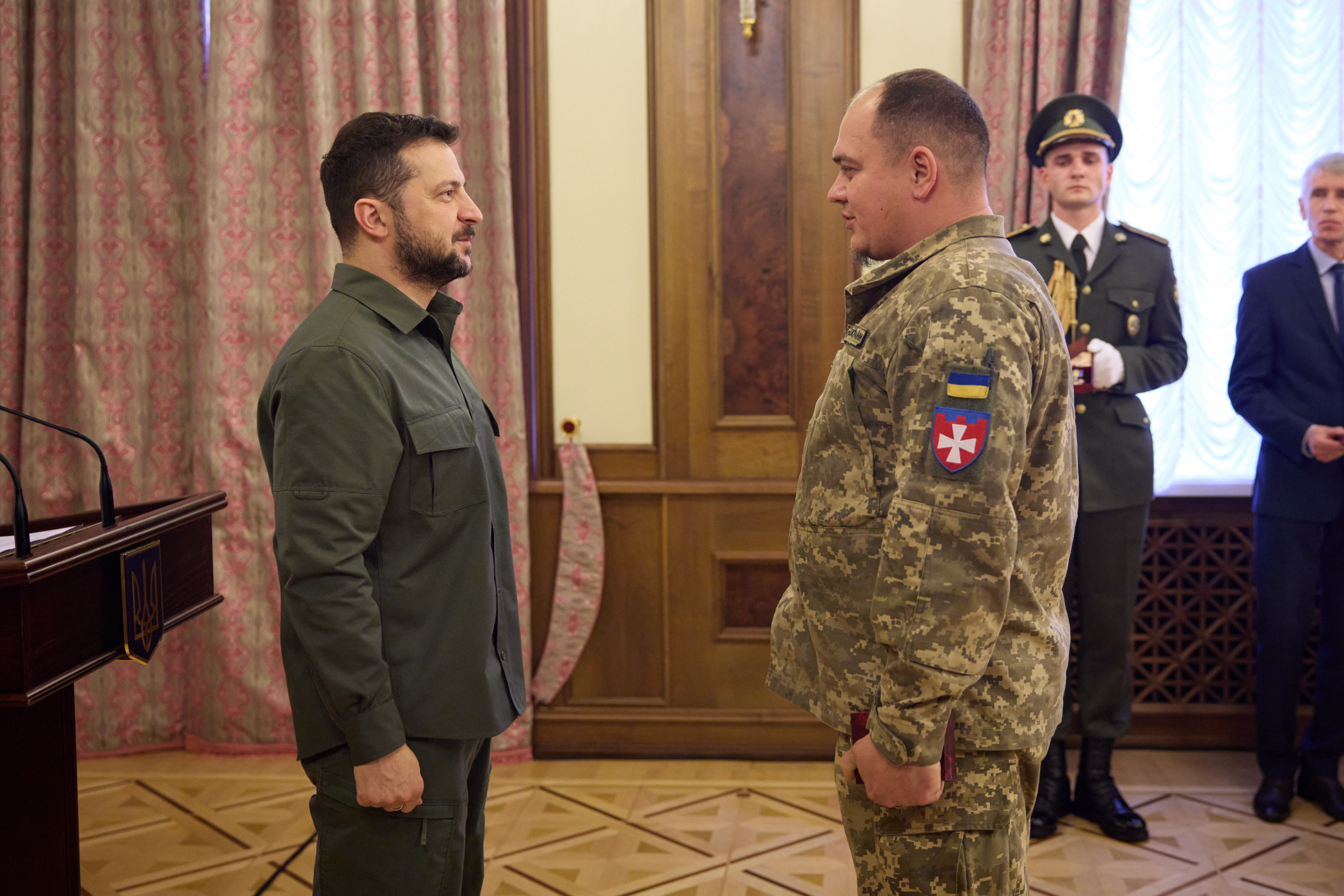
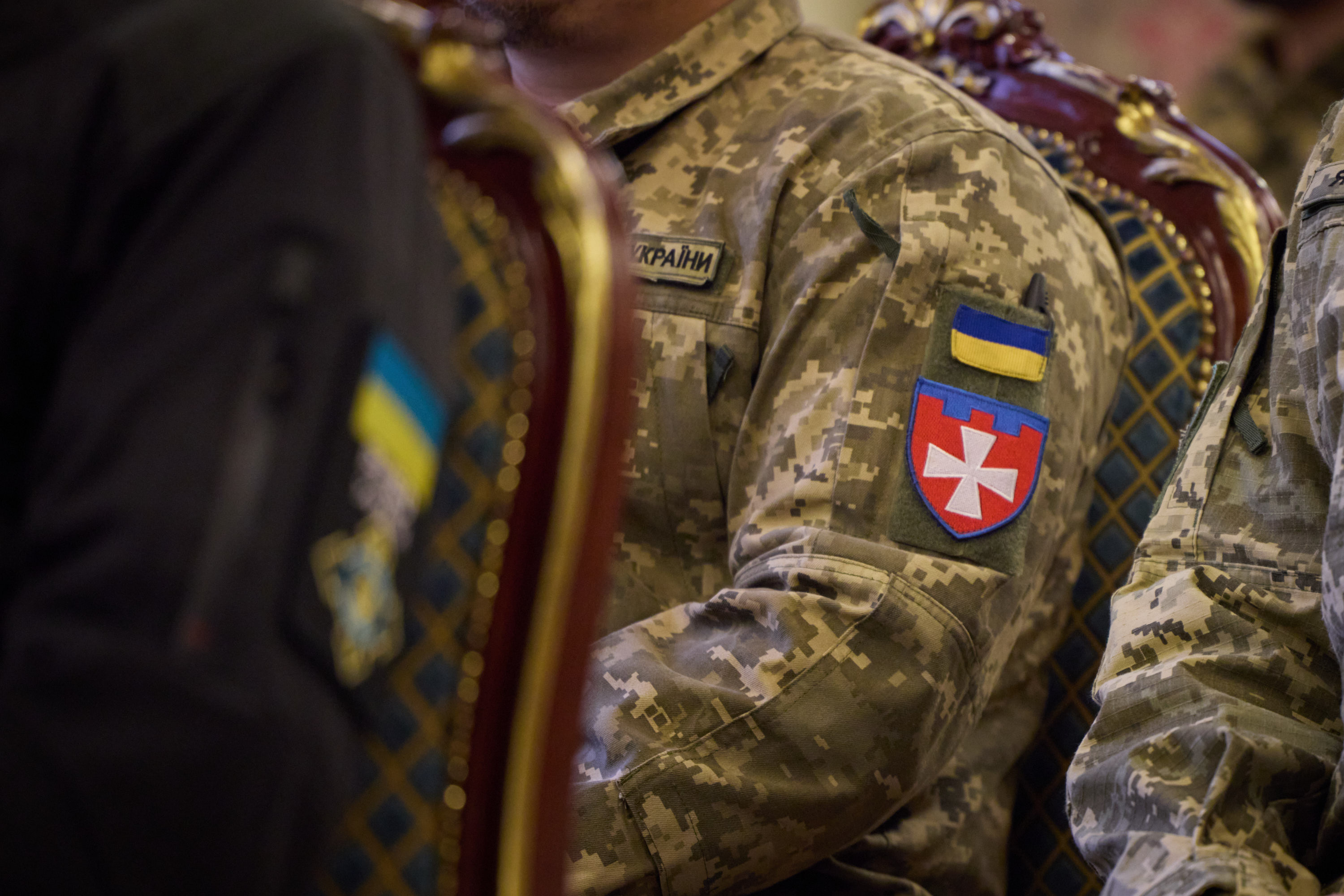
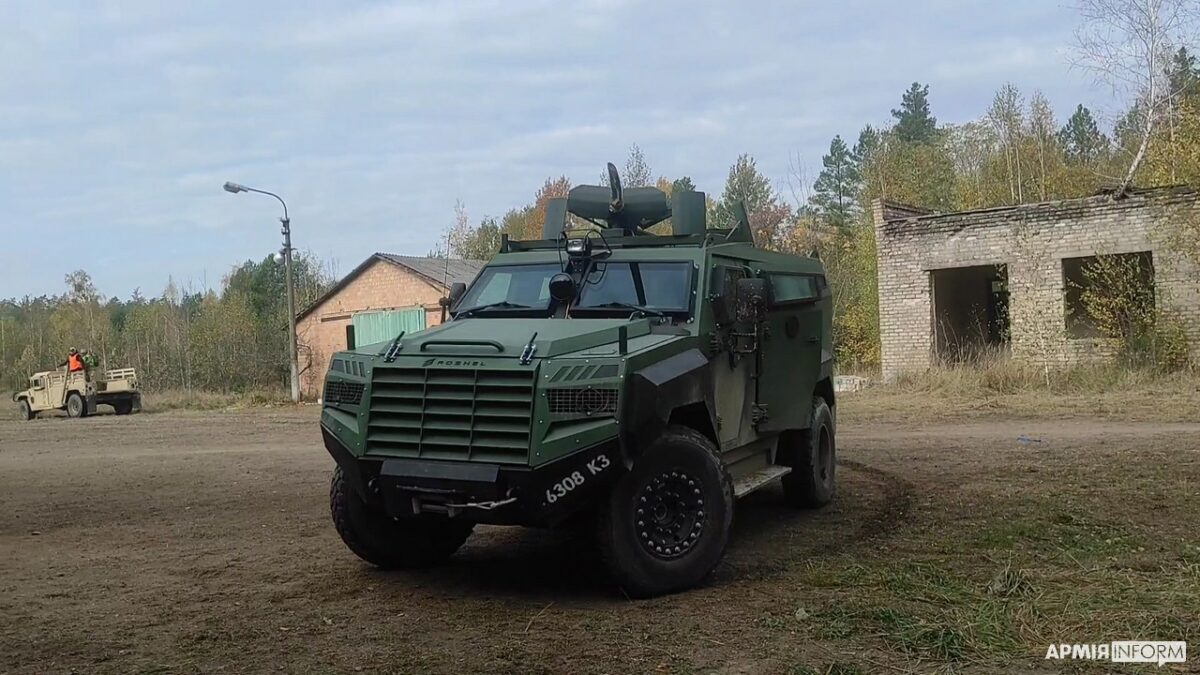
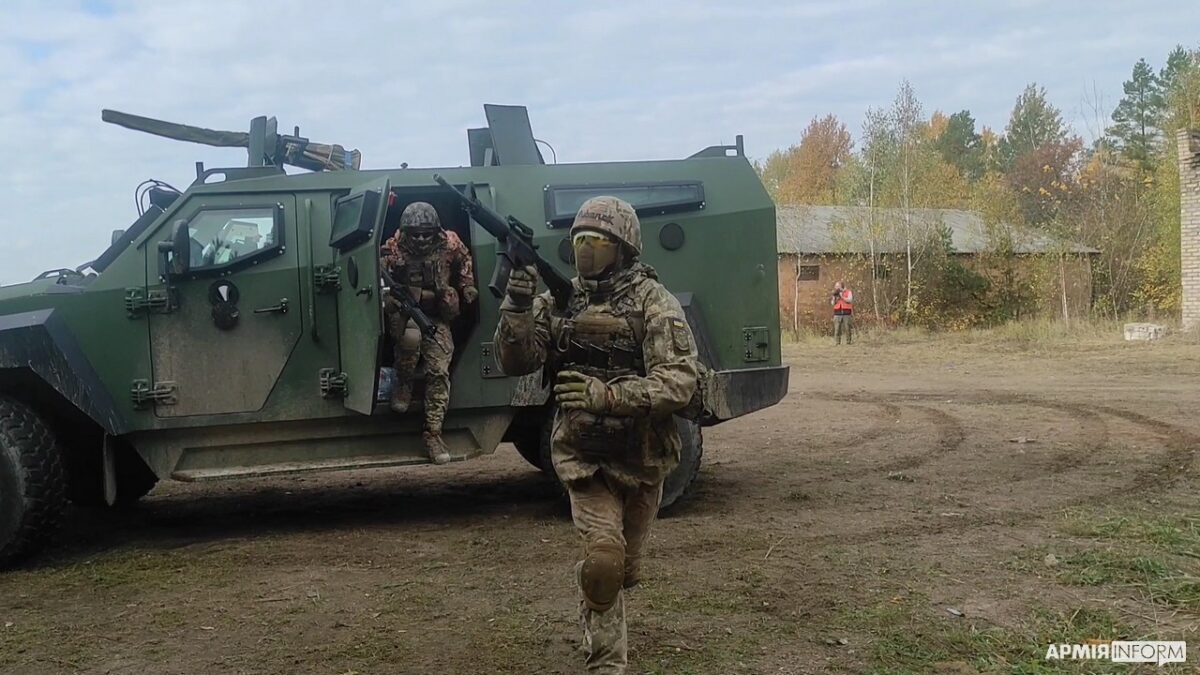

## 編制
- 旅団司令部（リウネ）
- 第56独立領土防衛大隊（リウネ）
- 第57独立領土防衛大隊（ドゥブノ）
- 第58独立領土防衛大隊（ズドルブニウ）
- 第59独立領土防衛大隊（コストピル）
- 第60独立領土防衛大隊（サールヌイ）
- 第61独立領土防衛大隊（ヴォロディミレツ）

- 火力支援中隊
- 迫撃砲中隊
- 対破壊工作中隊
- 戦闘・後方支援隊
- 衛生隊
- 無人機中隊 セラフィム